# John Evan
John Evan (28 de marzo de 1948), fue teclista de Jethro Tull entre los años 1969 y 1980.
Formaba parte del grupo de amigos que darían origen, posteriormente, a Jethro Tull. John Spencer Evans modificó su nombre artístico a John Evan cuando su primera banda, The Blades, cambió su nombre al de The John Evan Band.
Abandonó The John Evan Band para estudiar química farmacéutica en Chelsea. Posteriormente volvió con Jethro Tull en 1970, para colaborar en la grabación de su LP Benefit, y, en junio de ese año, ingresó definitivamente en el grupo.
Grabó con la banda todos los álbumes de la época dorada del grupo, desde Benefit (1970) hasta Stormwatch (1980).
Su interpretación más famosa dentro del grupo fue la suave y jazzística introducción al piano del tema "Locomotive Breath", del álbum Aqualung (1971).
Gran amante de la música clásica, siempre incluía en los conciertos de Jethro Tull alguna pieza clásica, especialmente variaciones sobre algún tema de Beethoven. Especializado en el piano, no se adaptaba completamente a los teclados electrónicos, para lo cual se incorporaría posteriormente David Palmer. Tanto John Evan como David Palmer son los dos únicos miembros de Jethro Tull que estudiaron en el conservatorio.
Siempre será recordado, además de por sus dotes pianísticas, por su puesta en escena en las actuaciones del grupo, con su siempre inmaculado traje blanco y su simpatía en el escenario. Muchas veces solía colocar en broma un orinal encima del piano de cola.
Como la mayoría de los miembros de la banda (excepto Ian Anderson y Martin Barre), abandonó el grupo tras la gira mundial de Stormwatch, en agosto de 1980,
y formó un grupo llamado Tallis junto con David Palmer, que también había dejado por entonces el grupo. Tras el poco éxito de la banda, inició un negocio de construcción. Ha aparecido posteriormente en algunas reuniones de Jethro Tull.